# Carlo Francesco Pollarolo

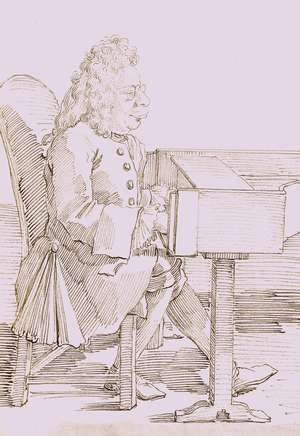
Carlo Francesco Pollarolo

Carlo Francesco Pollarolo (Brescia, 1653 – Venetië, 7 februari 1723) was een Italiaans componist van voornamelijk opera's.

## Biografie
Carlo Francesco Pollarolo is geboren in een muzikale familie. Hij werd organist van de kathedraal van zijn geboortestad Brescia. Na de dood van zijn vader volgde hij hem op in diezelfde kathedraal als Maestro di Cappella. In het jaar 1689 begon hij met componeren van opera's in Venetië waar hij naartoe vertrokken was. Vanaf 1696 was hij ook muzikaal leider van het Ospedale degl'Incurabili, waarvoor hij verschillende oratoria schreef. Pollarolo was een toonaangevend opera-componist, en werkste soms samen met Antonio Caldara. Hij heeft meer dan 80 opera's geschreven in de periode tussen 1680 en 1722, waarvan er slechts 20 bewaard zijn gebleven. De opera's van Pollarolo waren populair, zowel in Italië als in het buitenland.

## Stijl
De opera's zijn kenmerkend voor de overgang van de late Venetiaanse naar de Napolitaanse stijl. Het oudere werk van Pollarolo is sterk conservatief, de latere opera's zijn in toenemende mate in de Napolitaanse stijl gecomponeerd. Zijn andere werken zijn wereldlijke solo-cantates, aria's, duetten en kerkmuziek. Zijn latere werk vertoont veel invloeden van de Franse componist Jean-Baptiste Lully.